# AVCHD
AVCHD (аббревиатура от англ. Advanced Video Codec High Definition — улучшенный видеокодек высокого разрешения) — формат записи видео, предусматривающий запись на безленточные носители, основанный на кодеке MPEG-4 AVC/H264.
Формат AVCHD предназначается для записи видео высокой чёткости в режимах 720p, 1080i и 1080p на такие носители как 8-см перезаписываемые диски (AVCHD, Blu-Ray), жёсткие диски и карты памяти (SD и Memory Stick PRO) и позиционируется как альтернатива существующим форматам DV и HDV в сфере малобюджетного видеопроизводства.

Структура расположения файлов AVCHD

Созданный на базе технологии компрессии MPEG-4 AVC/H264, этот формат является гораздо более эффективным по сравнению с MPEG-2, используемым в видеокамерах формата HDV, поскольку одновременно обеспечивает лучшее качество видеосигнала и меньшие требования по хранению данных. Помимо этого, AVCHD наделён возможностью произвольного доступа к отснятому материалу. Запись аудио в кодеке осуществляется при помощи кодеков Dolby Digital или Linear PCM.

## История
Формат появился в 2006 году. Корпорация Matsushita Electric Industrial Co. Ltd, известная по бренду Panasonic, и компания Sony анонсировали совместный продукт — формат записи для новых HD-видеокамер — AVCHD. До 2008 года AVCHD применялся в основном для бытовых видеокамер, однако в конце 2008 года компания Panasonic начала производство профессиональных камкордеров, основанных на твердотельной технологии записи.

## Камкордеры на основе технологии AVCHD

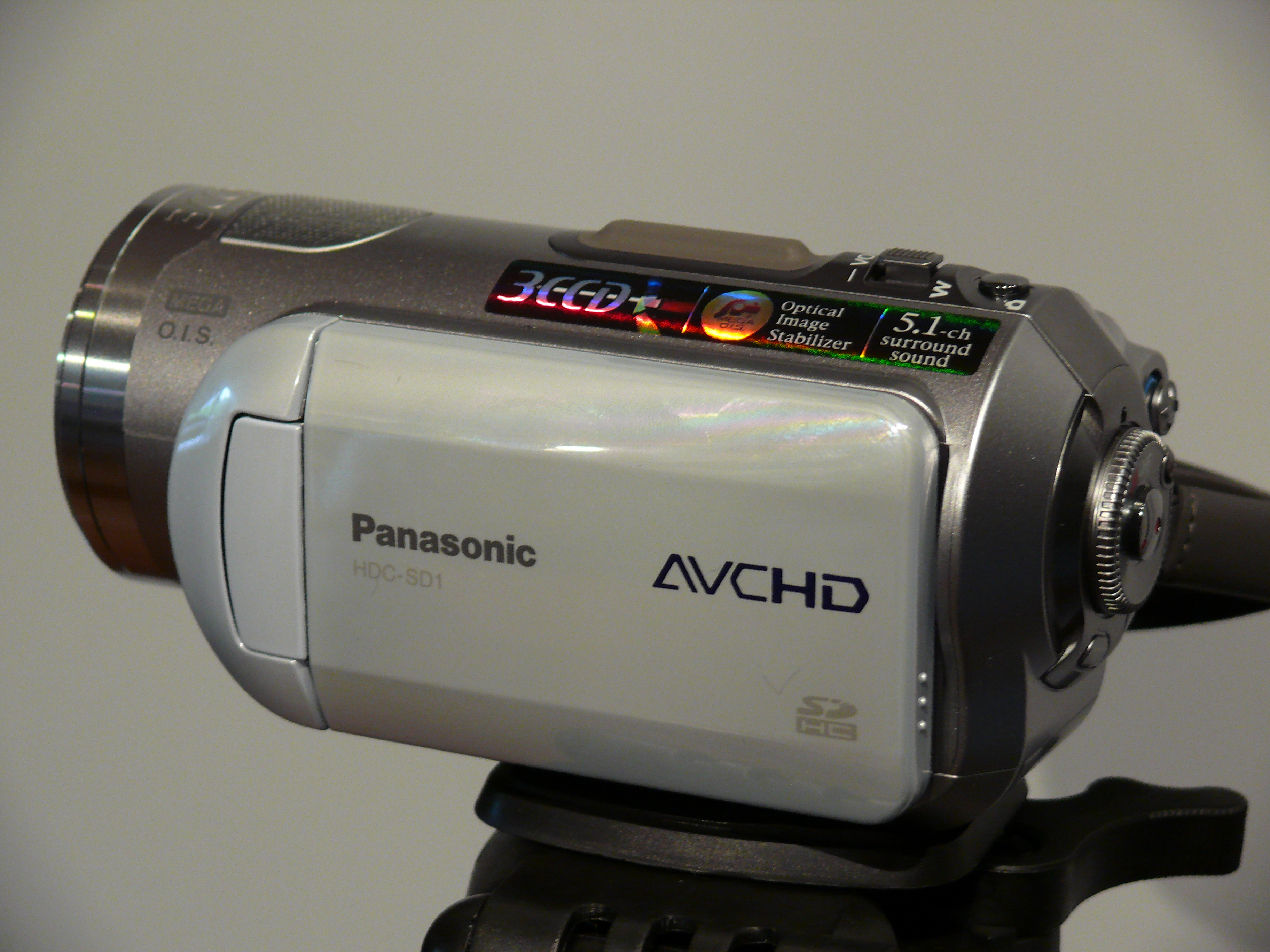
AVCHD-камера

Panasonic и Sony разработали линейки видеокамер для профессионального и бытового применения, а также упрощённые версии AVCHD.

### AVCHD Lite
AVCHD Lite упрощённая версия формата AVCHD, представленная в 2009 году, в которой применяется только прогрессивное видео с разрешением 720 строк. Частота кадров может быть 59,94, 50, 24 или 23,976 кадр/с. Запись и воспроизведение видео с бо́льшим разрешением такими устройствами не поддерживается. 

### AVCCAM
AVCCAM это линейка профессиональных AVCHD видеокамер от вещательного подразделения Panasonic. Преимуществом формата по сравнению с бытовыми камерами является набор профессиональных функций, таких как увеличенный 3-х матричный 1/4-дюймовый CCD сенсор, XLR вход для микрофона, твердотельные носители и возможность записи в формате AVCHD c максимальным битрейтом -  24 Мбит/с. Указанные функции не являются исключительными для AVCCAM. Более того, некоторые из этих функций, такие как технология с ПЗС-сенсором, Panasonic прекратила выпускать, в то время как скорость записи 24 Мбит/с широко доступна даже на потребительских моделях. 

### NXCAM
NXCAM это название линейки профессионального видеооборудования от Sony с применением формата AVCHD. NXCAM видеокамеры поддерживают режимы записи 1080i, 1080p и 720p. В отличие от AVCCAM, видеокамеры NXCAM в режиме 720p не работают с частотой кадров 24p, 25p, 30p. С другой стороны, некоторые модели NXCAM имеют прогрессивный режим записи, в то время как Panasonic воздерживается от использования этого режима в своих профессиональных камерах.

### AVCHD 3D/Progressive
В 2011 году формат AVCHD был обновлён до версии 2.0 за счёт добавления новых спецификаций для 3D и 1080/60p, 50p. Были введены новые торговые марки: "AVCHD 3D", "AVCHD Progressive" и "AVCHD 3D/Progressive". AVCHD 3D - продукты, поддерживающие запись и воспроизведение стереоскопического видео (3D) с использованием Multiview Video Coding (MVC, определённый в ISO / IEC 14496-10/ITU-T H.264) для кодирования видео.

### Список компаний, поддерживающих формат
- Adobe System Incorporated;
- Canopus Co., Ltd;
- ArcSoft, Inc;
- CyberLink Corporation;
- Daum Communications Corp.;
- Focus Enhancements, Inc;
- InterVideo, Inc.;
- Nero AG;
- Onkyo
- PIXELA CORPORATION;
- Ulead Systems, Inc.
- Canon;
- Sony
- Samsung
- Panasonic
- Pioneer
- Toshiba

## Кодек MPEG-4 AVC/H264
(Имеет три названия в разной стандартизации: MPEG-4 Part 10, AVC, H264) — новый стандарт компрессии, более совершенный, по сравнению со стандартом компрессии MPEG-2
Дополнительным требованием при разработке кодека MPEG-4 AVC/H264 была гибкость применения стандарта, то есть возможность работы с низким и высоким битрейтом, поддержка высокого и низкого разрешения изображения, совместимость с сетевыми стандартами и системами. Поэтому стандарт компрессии MPEG-4 AVC/H264 включает в себя следующие шесть функциональных наборов, так называемых профайлов, которые используются в зависимости от конкретных задач:
- Baseline Profile (BP): применяется при работе с видео низкого качества при ограниченных аппаратных ресурсах. Используется для видеоконференций и в мобильных устройствах;
- Main Profile (MP): Позиционируется как основной профайл для полупрофессиональных задач вещания и хранения. Значимость этого набора уменьшилась с разработкой следующего профайла для аналогичных задач;
- Extended Profile (XP): Имеет относительно высокую степень компрессии и используется в основном для работы с потоками видеоданных, содержит дополнительные алгоритмы для предотвращения потерь данных;
- High Profile (HiP): Основной профайл для вещания и дискового хранения, особенно важен для телевидения высокой чёткости. Также принят для работы с HD DVD и Blu-ray.
- High 10 Profile (Hi10P): Является развитием предыдущего профайла. Обеспечивает глубину семплирования кодированного сигнала до 10 бит.
- High 4:2:2 Profile (Hi422P): Предназначен для приложений профессионального применения для работы с чересстрочным видеосигналом с глубиной семплирования 10 бит и разложением сигнала 4:2:2.

### Применение кодека
По наземному цифровому вещанию можно выделить следующие страны, которые уже заявили об использовании MPEG-4 AVC/H264:
- В конце 2010 г. во Франции анонсировали выбор H.264/AVC для приёмников HDTV и платных цифровых наземных каналов;

## Спецификации
| Видео                                        | Видео                                                                            | Видео                                                                            | Видео                                                                            | Видео                                                                            |
| -------------------------------------------- | -------------------------------------------------------------------------------- | -------------------------------------------------------------------------------- | -------------------------------------------------------------------------------- | -------------------------------------------------------------------------------- |
| Тип                                          | Высокая чёткость (AVCHD-HD)                                                      | Высокая чёткость (AVCHD-HD)                                                      | Стандартная чёткость (AVCHD-SD)                                                  | Стандартная чёткость (AVCHD-SD)                                                  |
| Разрешение                                   | 1920×1080 1440×1080                                                              | 1280 x 720                                                                       | 720×480                                                                          | 720×576                                                                          |
| Частота кадров                               | 59.94i 50i 25p 23.976p                                                           | 59.94p 50p 23.976p                                                               | 59.94i 29.97p                                                                    | 50i 25p                                                                          |
| Соотношение сторон                           | 16:9                                                                             | 16:9                                                                             | 4:3, 16:9                                                                        | 4:3, 16:9                                                                        |
| Сжатие видео                                 | MPEG-4 AVC/H.264                                                                 | MPEG-4 AVC/H.264                                                                 | MPEG-4 AVC/H.264                                                                 | MPEG-4 AVC/H.264                                                                 |
| Частота дискретизации яркостного канала      | 74.25 MHz 55.7 MHz                                                               | 74.25 MHz                                                                        | 13.5 MHz                                                                         | 13.5 MHz                                                                         |
| Формат дискретизации цветоразностных каналов | 4:2:0                                                                            | 4:2:0                                                                            | 4:2:0                                                                            | 4:2:0                                                                            |
| Квантизация                                  | 8 бит на яркость и цвет                                                          | 8 бит на яркость и цвет                                                          | 8 бит на яркость и цвет                                                          | 8 бит на яркость и цвет                                                          |
| Звук (Dolby Digital)                         |                                                                                  |                                                                                  |                                                                                  |                                                                                  |
| AC-3 сжатие                                  | Dolby Digital (AC-3)                                                             | Dolby Digital (AC-3)                                                             | Dolby Digital (AC-3)                                                             | Dolby Digital (AC-3)                                                             |
| AC-3 каналы                                  | 1-5.1 каналов                                                                    | 1-5.1 каналов                                                                    | 1-5.1 каналов                                                                    | 1-5.1 каналов                                                                    |
| AC-3 битрейт                                 | от 64 до 640 кбит\сек                                                            | от 64 до 640 кбит\сек                                                            | от 64 до 640 кбит\сек                                                            | от 64 до 640 кбит\сек                                                            |
| Звук (PCM)                                   |                                                                                  |                                                                                  |                                                                                  |                                                                                  |
| PCM сжатие                                   | PCM несжатый звук                                                                | PCM несжатый звук                                                                | PCM несжатый звук                                                                | PCM несжатый звук                                                                |
| PCM каналы                                   | 1-7.1 каналов                                                                    | 1-7.1 каналов                                                                    | 1-7.1 каналов                                                                    | 1-7.1 каналов                                                                    |
| PCM битрейт                                  | 1.5 Мбит/сек (2 канала)                                                          | 1.5 Мбит/сек (2 канала)                                                          | 1.5 Мбит/сек (2 канала)                                                          | 1.5 Мбит/сек (2 канала)                                                          |
| Система                                      |                                                                                  |                                                                                  |                                                                                  |                                                                                  |
| Поток                                        | Транспортный поток MPEG                                                          | Транспортный поток MPEG                                                          | Транспортный поток MPEG                                                          | Транспортный поток MPEG                                                          |
| Битрейт                                      | до 18 Мбит/сек (DVD данные) до 24 Мбит/сек (все другие медиа данные)             | до 18 Мбит/сек (DVD данные) до 24 Мбит/сек (все другие медиа данные)             | до 18 Мбит/сек (DVD данные) до 24 Мбит/сек (все другие медиа данные)             | до 18 Мбит/сек (DVD данные) до 24 Мбит/сек (все другие медиа данные)             |
| Файлы                                        | mts (на видеокамере), m2ts (после импорта на компьютер)                          | mts (на видеокамере), m2ts (после импорта на компьютер)                          | mts (на видеокамере), m2ts (после импорта на компьютер)                          | mts (на видеокамере), m2ts (после импорта на компьютер)                          |
| Носители                                     | 8 см. DVD диски Карты памяти SD/SDHC "Memory Stick" Жёсткий диск или флеш память | 8 см. DVD диски Карты памяти SD/SDHC "Memory Stick" Жёсткий диск или флеш память | 8 см. DVD диски Карты памяти SD/SDHC "Memory Stick" Жёсткий диск или флеш память | 8 см. DVD диски Карты памяти SD/SDHC "Memory Stick" Жёсткий диск или флеш память |

### Спецификация AVCHD 2.0
| Видео                                        | Видео                                                                 | Видео                                                                 | Видео                                                                 | Видео                                                                 |
| -------------------------------------------- | --------------------------------------------------------------------- | --------------------------------------------------------------------- | --------------------------------------------------------------------- | --------------------------------------------------------------------- |
| Тип                                          | Прогрессивный AVCHD                                                   | Прогрессивный AVCHD                                                   | AVCHD 3D                                                              | AVCHD 3D                                                              |
| Разрешение                                   | 1440×1080                                                             | 1920×1080                                                             | 1280x720                                                              | 1920×1080                                                             |
| Частота кадров                               | 59.94p 50p 50i                                                        | 59.94p 50p 50i                                                        | 59.94p 50p 25p                                                        | 23.976p 50i 59.94i                                                    |
| Соотношение сторон                           | 16:9                                                                  | 16:9                                                                  | 16:9                                                                  | 16:9                                                                  |
| Сжатие видео                                 | MPEG-4 AVC/H.264                                                      | MPEG-4 AVC/H.264                                                      | MPEG-4 AVC/H.264                                                      | MPEG-4 AVC/H.264                                                      |
| Частота дискретизации яркостного канала      | 111.4 MH MHz 55.7 MHz                                                 | 148.5 MHz                                                             | 74.25 MHz                                                             | 74.25 MHz                                                             |
| Формат дискретизации цветоразностных каналов | 4:2:0                                                                 | 4:2:0                                                                 | 4:2:0                                                                 | 4:2:0                                                                 |
| Квантизация                                  | 8 бит на яркость и цвет                                               | 8 бит на яркость и цвет                                               | 8 бит на яркость и цвет                                               | 8 бит на яркость и цвет                                               |
| Звук (Dolby Digital)                         |                                                                       |                                                                       |                                                                       |                                                                       |
| AC-3 сжатие                                  | Dolby Digital (AC-3)                                                  | Dolby Digital (AC-3)                                                  | Dolby Digital (AC-3)                                                  | Dolby Digital (AC-3)                                                  |
| AC-3 каналы                                  | 1-5.1 каналов                                                         | 1-5.1 каналов                                                         | 1-5.1 каналов                                                         | 1-5.1 каналов                                                         |
| AC-3 битрейт                                 | от 64 до 640 кбит\сек                                                 | от 64 до 640 кбит\сек                                                 | от 64 до 640 кбит\сек                                                 | от 64 до 640 кбит\сек                                                 |
| Звук (PCM)                                   |                                                                       |                                                                       |                                                                       |                                                                       |
| PCM сжатие                                   | PCM несжатый звук                                                     | PCM несжатый звук                                                     | PCM несжатый звук                                                     | PCM несжатый звук                                                     |
| PCM каналы                                   | 1-7.1 каналов                                                         | 1-7.1 каналов                                                         | 1-7.1 каналов                                                         | 1-7.1 каналов                                                         |
| PCM битрейт                                  | 1.5 Мбит/сек (2 канала)                                               | 1.5 Мбит/сек (2 канала)                                               | 1.5 Мбит/сек (2 канала)                                               | 1.5 Мбит/сек (2 канала)                                               |
| Система                                      |                                                                       |                                                                       |                                                                       |                                                                       |
| Поток                                        | Транспортный поток MPEG                                               | Транспортный поток MPEG                                               | Транспортный поток MPEG                                               | Транспортный поток MPEG                                               |
| Битрейт                                      | до 28 Мбит/сек                                                        | до 28 Мбит/сек                                                        | до 28 Мбит/сек                                                        | до 28 Мбит/сек                                                        |
| Файлы                                        | .mts (на видеокамере), .m2ts (после импорта на компьютер)             | .mts (на видеокамере), .m2ts (после импорта на компьютер)             | .mts (на видеокамере), .m2ts (после импорта на компьютер)             | .mts (на видеокамере), .m2ts (после импорта на компьютер)             |
| Носители                                     | Карты памяти SD/SDHC/SDXC "Memory Stick" Жёсткий диск или флеш память | Карты памяти SD/SDHC/SDXC "Memory Stick" Жёсткий диск или флеш память | Карты памяти SD/SDHC/SDXC "Memory Stick" Жёсткий диск или флеш память | Карты памяти SD/SDHC/SDXC "Memory Stick" Жёсткий диск или флеш память |

### Дополнительные источники
- Путеводитель в Цифровое видео. Формат AVCHD — вопросы и ответы — статья на сайте iXBT.com